# فريدريك إتش. دومينيك
فريدريك إتش. دومينيك هو محامي وسياسي أمريكي، ولد في 20 فبراير 1877 في بيك في الولايات المتحدة، وتوفي في 11 مارس 1960 في نيوبيري في الولايات المتحدة. نشط حزبياً في الحزب الديمقراطي. وقد انتخب عضو مجلس النواب الأمريكي ‏.